# 埃倫代爾鎮區 (北達科他州迪基縣)
埃倫代爾鎮區（英語：Ellendale Township）是位於美國北達科他州迪基縣的一個鎮區。

## 地方資料
埃倫代爾鎮區的面積為89.49平方千米，當中陸地面積為89.32平方千米，而水域面積為0.17平方千米。根據2020年美國人口普查的數據，當地共有人口130人，而人口密度為每平方千米1.45人。